# Marianów
Marianów [pronunciación en polaco: /maˈrjanuf/] es una aldea en el distrito administrativo de Gmina Biała Rawska, dentro del condado de Rawa, voivodato de Łódź, en el centro de Polonia. Se encuentra a unos 5 kilómetros al noroeste de Biała Rawska, 14 kilómetros al noreste de Rawa Mazowiecka, y 66 kilómetros al este de la capital regional Łódź.